# Вікторія (Суми)
Футбольний клуб «Вікторія» (Суми) — український футбольний клуб з міста Суми, заснований у 2015 році. 24 червня 2021 року клуб отримав професійний статус. У сезоні 2021/22 виступав в Другій лізі чемпіонату України під назвою «Вікторія» (Миколаївка), а із сезону 2023/24 грає у Першій лізі чемпіонату України. Домашні матчі приймає на стадіоні «Ювілейний».

## Історія
Футбольний клуб «Вікторія» (Миколаївка) створений у 2015 році агрофірмою «Вікторія», що є базовим господарством Лебединського насіннєвого заводу (LNZ Group). Цього ж року команда стала чемпіоном Білопільського району, срібним призером Чемпіонату Сумської області та фіналістом Кубка Сумщини. У Зимовому чемпіонаті Сумщини «Вікторія» взяла «золоті» медалі, значно випередивши своїх суперників.
У сезоні 2016/17 «Вікторія» посіла 4 місце у групі 2 Чемпіонату України серед аматорів. Команда також була учасником Кубку України серед аматорів і дійшла у цьому турнірі до 1/4 фіналу.
У сезоні 2017/18 команда знову бере участь Чемпіонату та Кубку України серед аматорів. У чемпіонаті після першого кола «Вікторія» посідає перше місце у своїй групі, а у кубку команда пройшла до 1/4 фіналу, де її суперником буде запорізький МФК «Металург». 31 жовтня 2023 року "Вікторія" зіграла матч 1/4 Кубку України з донецьким "Шахтарем" на стадіоні "Лівий берег". Рахунок матчу 0:3. 

## Стадіон

Стадіон «Вікторія»

У 2015 році клуб став проводити реконструкцію стадіону «Вікторія» в селищі Миколаївка. У травні того ж року розпочалось будівництво сучасної двоповерхової адміністративної будівлі. З липня стартували роботи з реконструкції футбольного поля. При розробці проекту були враховані всі вимоги Федерації Футболу України для стадіонів цього класу. На футбольному стадіоні в адмінбудівлі передбачено 2 роздягальні для команд на 40 місць, душові кімнати та санвузли, 2 навчально-тренувальні класи, кімната та роздягальня для суддів.
Стадіон має футбольне поле розміром 100×65 м з сучасною системою зрошення та освітлення. Глядацькі трибуни розраховані на 500 посадкових місць.
У 2016 році клубом розпочато будівництво футбольного поля за міжнародними стандартами УЄФА. Новий газон матиме розмір 105 на 68 метрів, буде оснащений автоматичним зрошенням та сучасним освітленням. Стадіон матиме 1 500 глядацьких місць. Передбачається можливість ведення телетрансляцій футбольних матчів.
У 2016—2017 роках стадіон приймав матчі від Аматорського чемпіонату України до матчів Першої професійної ліги.
З сезону 2023/24 клуб бере участь в Першій лізі

## Склад команди
Станом на 27 березня 2025  року відповідно до офіційної заявки на сайті ПФЛ
| №  | Поз. | Нац.    | Гравець                             |
| -- | ---- | ------- | ----------------------------------- |
| 1  | ВР   | Україна | Георгій Клімов                      |
| 32 | ВР   | Україна | Олександр Литвиненко (віце-капітан) |
| 71 | ВР   | Україна | Микола Ярош                         |
| 4  | ЗХ   | Україна | Юрій Дудник                         |
| 5  | ЗХ   | Україна | Юрій Кравчук                        |
| 16 | ЗХ   | Україна | Артур Новотрясов                    |
| 17 | ЗХ   | Україна | Євген Корохов                       |
| 28 | ЗХ   | Україна | Денис Рябий                         |
| 29 | ЗХ   | Україна | Артем Рябий                         |
| 33 | ЗХ   | Україна | Дмитро Ульянов (капітан)            |
| 45 | ЗХ   | Україна | Максим Сасовський                   |
| 7  | ПЗ   | Україна | Сулейман Сейтхалілов                |

| №  | Поз. | Нац.    | Гравець             |
| -- | ---- | ------- | ------------------- |
| 8  | ПЗ   | Україна | Руслан Паламар      |
| 9  | ПЗ   | Україна | Олександр Чернов    |
| 10 | ПЗ   | Україна | Данило Книш         |
| 11 | ПЗ   | Україна | Олександр Лебеденко |
| 18 | ПЗ   | Україна | Максим Бойко        |
| 25 | ПЗ   | Україна | Станіслав Шарай     |
| 27 | ПЗ   | Україна | Денис Долінський    |
| 77 | ПЗ   | Україна | Ярослав Богунов     |
| 15 | НП   | Україна | Максим Євпак        |
| 22 | НП   | Україна | Артем Шпирьонок     |
| 96 | НП   | Україна | Назарій Нич         |

## Досягнення

Емблема клубу до 2023 року

- Чемпіонат України серед аматорів:

 Переможець (2): 2017/18, 2019/20
 Срібний призер: 2018/19
- Кубок України серед аматорів:

 Фіналіст (2): 2017/18, 2019/20
- Чемпіонат Сумської області:

 Срібний призер (4): 2015, 2016, 2017, 2018
- Кубок Сумської області:

 Фіналіст: 2015
- Зимовий чемпіонат Сумської області:

 Переможець: 2016
- Чемпіонат Білопільського району Сумської області:

 Переможець: 2015
- Кубок Слобожанщини:

 Бронзовий призер: 2019.
- Кубок В. Пожечевського:

 Фіналіст: 2018

## Статистика виступів
| Сезон                   | Ліга                                                        | М                                                           | І                                                           | В                                                           | Н                                                           | П                                                           | ГЗ                                                          | ГП                                                          | О                                                           | Кубок України                                               | Примітка                                                    |
| ----------------------- | ----------------------------------------------------------- | ----------------------------------------------------------- | ----------------------------------------------------------- | ----------------------------------------------------------- | ----------------------------------------------------------- | ----------------------------------------------------------- | ----------------------------------------------------------- | ----------------------------------------------------------- | ----------------------------------------------------------- | ----------------------------------------------------------- | ----------------------------------------------------------- |
| «Вікторія» (Миколаївка) |                                                             |                                                             |                                                             |                                                             |                                                             |                                                             |                                                             |                                                             |                                                             |                                                             |                                                             |
| 2021–22                 | Друга «Б»                                                   | 10 з 16                                                     | 19                                                          | 8                                                           | 3                                                           | 8                                                           | 22                                                          | 23                                                          | 27                                                          | 1/64 фіналу                                                 |                                                             |
| 2022–23                 | не брав участь, об'єднання з «Альянсом» → «Вікторія» (Суми) | не брав участь, об'єднання з «Альянсом» → «Вікторія» (Суми) | не брав участь, об'єднання з «Альянсом» → «Вікторія» (Суми) | не брав участь, об'єднання з «Альянсом» → «Вікторія» (Суми) | не брав участь, об'єднання з «Альянсом» → «Вікторія» (Суми) | не брав участь, об'єднання з «Альянсом» → «Вікторія» (Суми) | не брав участь, об'єднання з «Альянсом» → «Вікторія» (Суми) | не брав участь, об'єднання з «Альянсом» → «Вікторія» (Суми) | не брав участь, об'єднання з «Альянсом» → «Вікторія» (Суми) | не брав участь, об'єднання з «Альянсом» → «Вікторія» (Суми) | не брав участь, об'єднання з «Альянсом» → «Вікторія» (Суми) |
| 2023–24                 | Перша                                                       | 7 з 20                                                      | 28                                                          | 10                                                          | 9                                                           | 9                                                           | 23                                                          | 27                                                          | 39                                                          | 1/4 фіналу                                                  |                                                             |
| 2024–25                 | Перша                                                       | 9 з 18                                                      | 24                                                          | 9                                                           | 9                                                           | 6                                                           | 32                                                          | 17                                                          | 36                                                          | 1/4 фіналу                                                  |                                                             |